# Tsuno (Miyazaki)

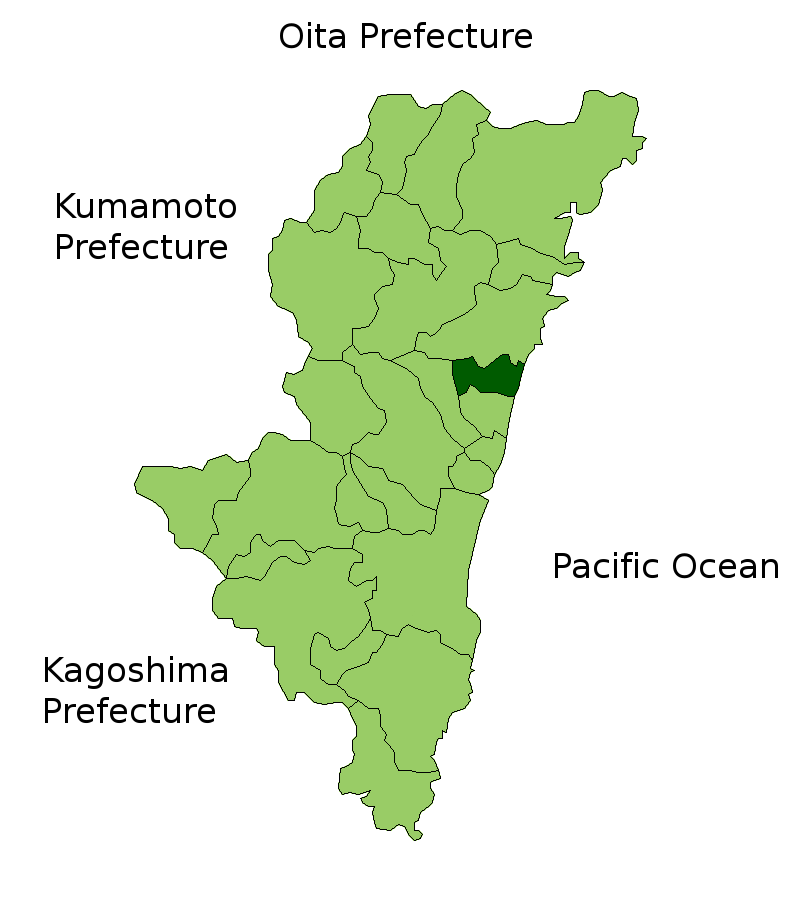
Tsuno dans la préfecture de Miyazaki.

Pour les articles homonymes, voir Tsuno.
Tsuno (都農町, Tsuno-chō) est un bourg du district de Koyu (préfecture de Miyazaki), au Japon.

## Dans la culture populaire
Le nom de l'héroïne de bande dessinée Yoko Tsuno, créée en 1970 par l'auteur belge Roger Leloup est inspiré de celui du bourg de Tsuno.